# Harald Betke
Harald Betke (* 13. März 1945 in Babelsberg) ist ein ehemaliger Fußballspieler der höchsten DDR-Fußballspielklasse Oberliga, der dort für den 1. FC Union Berlin spielte. Mit ihm gewann er 1968 den DDR-Pokal. Außerdem ist er mehrfacher Nachwuchs-Nationalspieler.

## Sportliche Laufbahn
Betke begann als neunjähriger Schüler bei der BSG Rotation Babelsberg Fußball zu spielen. Bis zu seinem Weggang machte er alle Wandlungen des Potsdam-Babelsberger Fußballs über den SC Potsdam bis zur BSG Motor Babelsberg mit. Zwischen 1962 und 1963 stand er fünfmal in der Junioren-Nationalmannschaft und absolvierte nach seinem Schulabschluss eine Lehre zum Feinmechaniker. Kurz nach der Ausgliederung zur BSG Motor verließ Betke im Februar 1966 die Mannschaft, in der er zuletzt in der zweitklassigen DDR-Liga gespielt hatte. Er schloss sich dem Ligakonkurrenten 1. FC Union Berlin an, mit dem er am Saisonende in die DDR-Oberliga aufstieg. Sein erstes Pflichtspiel für die Berliner bestritt der 1,71 m große Mittelfeldspieler am 13. März 1966, dem 20. DDR-Liga-Spieltag, bei der ASG Vorwärts Neubrandenburg (2:3). In der nachfolgenden Saison hatte sich Betke mit 25 von 26 möglichen Punktspielen endgültig in die Stammformation der Unioner hingespielt, und seine guten Leistungen verhalfen ihm im Juni 1967 zu zwei Einsätzen in der Nachwuchs-Nationalmannschaft. Nach dem Aufstieg von 1966 konnte Betke zwei Jahre später den größten Erfolg seiner Fußball-Laufbahn feiern. Am 9. Juni 1968 stand er mit der Union-Mannschaft im Endspiel um den DDR-Fußballpokal, das die Berliner überraschend mit 2:1 über den DDR-Meister FC Carl Zeiss Jena gewannen.
Im November 1970 wurde Betke für 18 Monate zum Militärdienst eingezogen und spielte in dieser Zeit bei der Spielvereinigung Vorwärts/Motor Teltow in der drittklassigen Bezirksliga Potsdam. Im Sommer 1972 kehrte er wieder zu Union Berlin zurück und spielte bis 1973 seine letzte Saison für die Berliner. Am 19. Mai 1973, dem 21. Oberligaspieltag stand der in der Begegnung FC Karl-Marx-Stadt – 1. FC Union Berlin (1:0) zum letzten Mal in den Reihen der Unioner. Während seiner siebenjährigen Zeit beim 1. FC Union hatte er 138 Pflichtspiele, davon 91 in der Oberliga absolviert.
Nachdem er sich 28-jährig vom Hochleistungssport zurückgezogen hatte, spielte er zwischen 1973 und 1976 jeweils für eine Saison bei den Berliner Betriebssportgemeinschaften EAB Lichtenberg 47, NARVA Berlin und noch einmal bei EAB Lichtenberg jeweils in der DDR-Liga. Danach war er unter anderem als Übungsleiter im Bezirks-Trainingszentrum Berlin-Mitte tätig, war Sichtungslehrer des DDR-Sportbundes DTSB und Trainer bei Rotation Berlin und Fortuna Biesdorf. Zuletzt trainierte er die 2. E-Jugend des Köpenicker SC und spielte auch noch in der Ü-60-Mannschaft von Lichtenberg 47.